# Ланцада
Ланцада (итал. Lanzada) је насеље у Италији у округу Сондрио, региону Ломбардија.
Према процени из 2011. у насељу је живело 1365 становника. Насеље се налази на надморској висини од 979 м.

## Становништво
| 1936. | 1951. | 1961. | 1971. | 1981. | 1991. | 2001. | 2011. |
| ----- | ----- | ----- | ----- | ----- | ----- | ----- | ----- |
| 1.250 | 1.536 | 1.784 | 1.729 | 1.657 | 1.520 | 1.440 | 1.372 |